# فردان

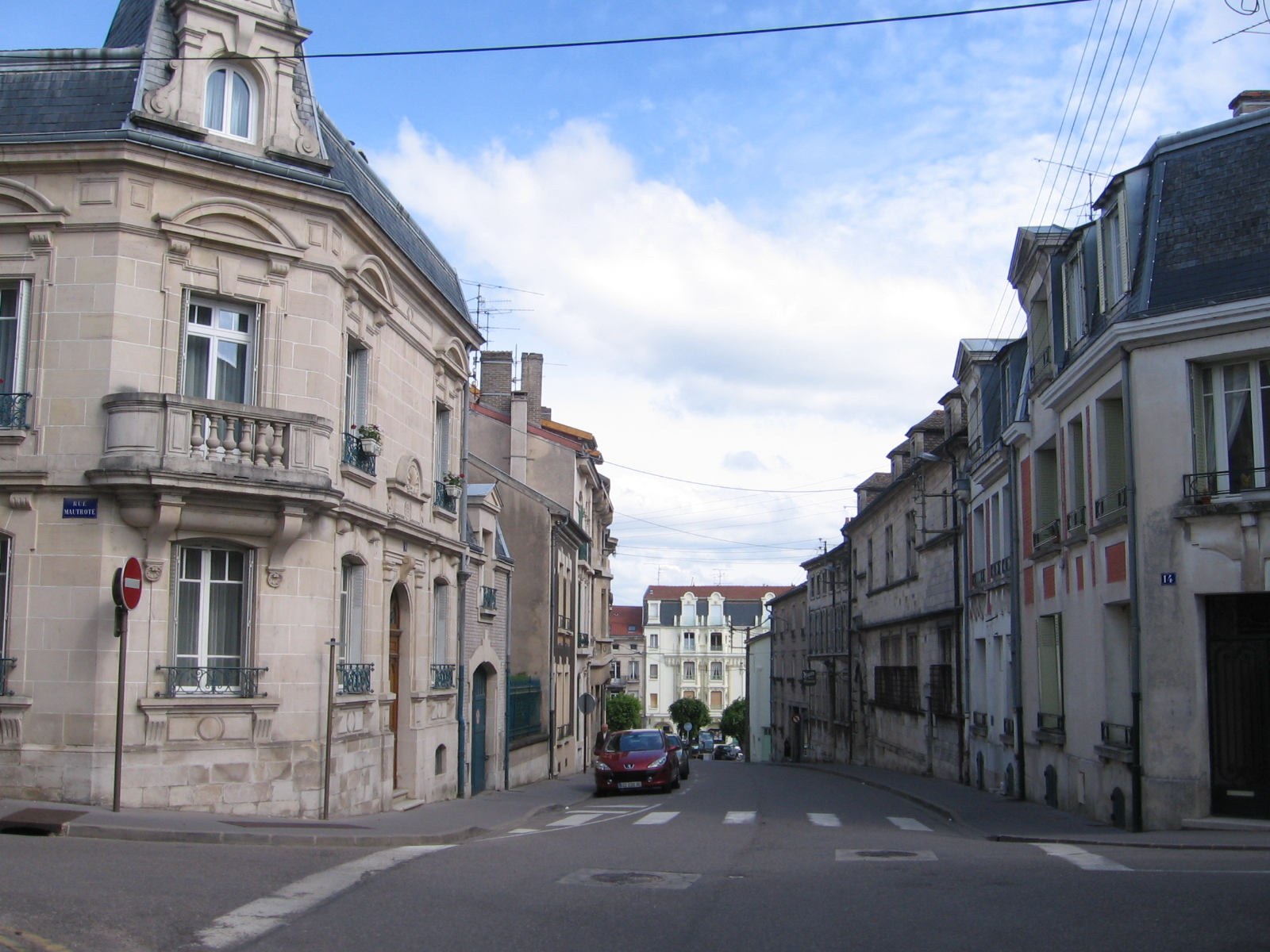
فردان

بردون أو فردان (بالفرنسية: Verdun)‏ مدينة فرنسية تقع في المنطقة لورين في شمال شرقي فرنسا. يبلغ عدد سكّانها 20000 نسمة.

## معركة فردان
كانت نواحي فيردان مسرحًا لأشرس معركة (من 21 فبراير إلى 19 ديسمبر 1916) في الحرب العالمية الأولى إذ أودت بحياة 315,000–542,000 جندي فرنسي و281,000–434,000 جندي ألماني وفي المقابل نصر للجيش الفرنسي، بعدما شنّ الألمان هجومًا واسعًا تمكّن الجيش الفرنسي تحت قيادة فيليب بيتان من دفعه.
- Verdun.fr

## معرض صور

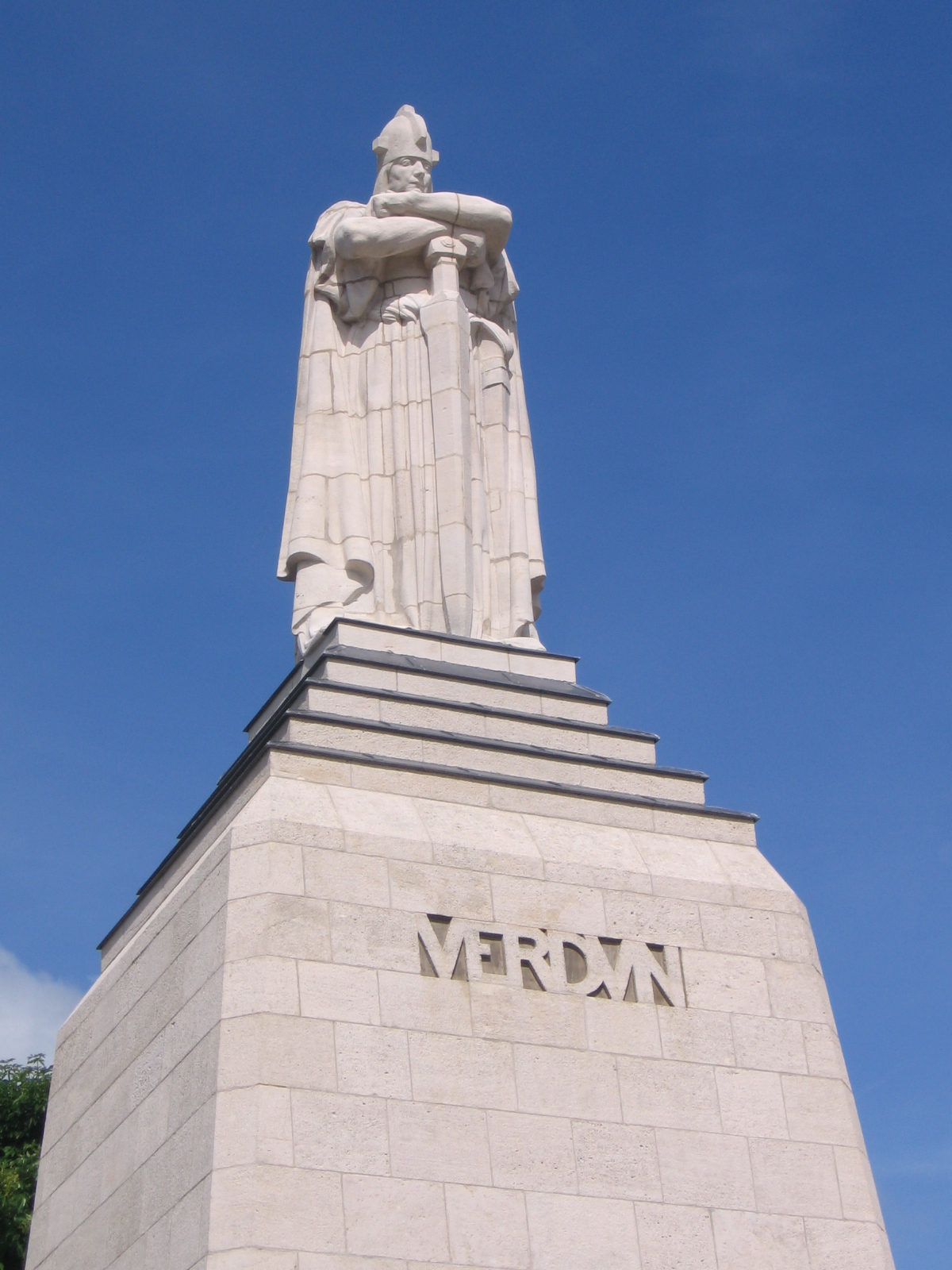
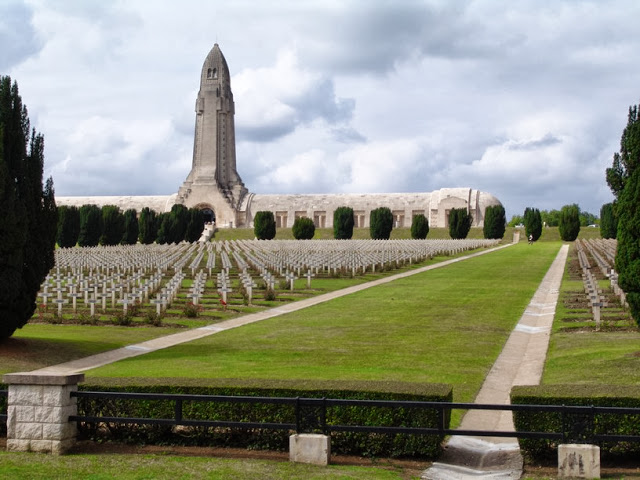

## أعلام
- جورج هاي، ماركيز تويدديل السابع
- لويس هيكتور لورو
- إدوارد ثوفينل
- دانيال ميتران
- مارسيل مارشال
- جوزيف كريستوف
- إيزابيل نانتي
- فريد كولستون
- خودفري الرابع، دوق لورين السفلى